# 장세호
장세호(張世浩, 1956년 11월 11일~)는 대한민국의 정치인이다. 제41대 경상북도 칠곡군수이다.
3수 끝에 2010년 제5회 전국동시지방선거에서 무소속으로 칠곡군수에 당선됐으나 1년 만에 공직선거법 위반으로 낙마했다. 이후 더불어민주당으로 입당해 19대 대선 당시 민주당 경북도당 공동선대위원장을 지냈다. 제7회 전국동시지방선거에서 칠곡군수 후보로 공천됐지만 패했다. 21대 총선에서 민주당 후보로 경북 고령군·성주군·칠곡군에 출마했지만 낙선했다.

## 학력
- 기산국민학교(폐교) 졸업
- 대구중학교 졸업
- 신일고등학교 졸업
- 고려대학교 행정학과 3년 중퇴

## 경력
- 동양방송 PD
- 국회사무처 재정·경제 보좌관
- 국회사무처 보건·사회 보좌관
- 국회사무처 농업 보좌관
- 노동부 장관 보좌관
- 새마을운동 중앙회 정책국장
- 새마을운동 중앙회 사업국장
- 2002 월드컵조직위원회 전문위원
- 우리민족서로돕기운동본부 집행위원
- 2002 세계자원봉사자준비위원회 집행위원
- 민간사회안전망추진위원회 공동사무처장
- 칠곡군 합기도연합회 명예회장
- 칠곡군 생활체육 축구연합회 명예회장
- 2009.03~2010.06 사조대림 사외이사
- 2010.07~2011.07 제41대 경상북도 칠곡군 군수
- 2011.03 대구대학교 겸임교수
- 2017.04.18 더불어민주당 입당
- 2017 제19대 대통령 선거 문재인 대통령 후보 더불어민주당 경상북도 선거대책위원회 공동본부장
- 다함포럼 공동대표
- 더불어민주당 경북도당 고령군·성주군·칠곡군 지역위원회 위원장
- 2020.08~2022.08 더불어민주당 경북도당 위원장
- 2024.01~ 새로운미래 합류

## 전과
- 공직선거법위반: 벌금 1,500,000원 - 2010년 12월 3일 선고[1]
- 의료기기법위반: 벌금 1,000,000원 - 2015년 6월 29일 선고[1]

## 역대 선거 결과
|  | 11.26% |

|  | 27.81% |

|  | 35.58% |

|  | 43.47% |

|  | 24.02% |

|  | 24.38% |